# Ар'є Альтман
Ар'є Альтман (6 січня 1902, Балта, Подільська губернія, Російська імперія — 21 серпня 1982) — ізраїльський політик, член Кнесету в період з 1951 по 1965 рік, який представляв партії Херут і ГАХАЛ.

## Біографія
Народився 6 січня 1902 року у місті Балта. Вивчав право і економіку в Імператорському Новоросійському університеті. У 1921 році він приєднався до організації Tzeiri Zion, залишаючись її керівником до 1924 року. У тому ж році був змушений емігрувати, що було спричинено кількоразовими ув'язненнями радянською владою. Він здійснив алію до Британського мандату у Палестині у 1925 році і був одним із засновників Робітничої сіоністської організації. У 1927 році переїхав до США, де вивчав соціологію та політологію у Детройтському університеті Мерсі, а згодом і Нью-Йоркському університеті, отримавши там ступінь доктора філософії у 1935 році.
У 1928 році він приєднався до руху ревізіоністського сіонізму, а через три роки був обраний головою цього руху у США. Повернувшись у 1935 році в Палестину після отримання наукового ступеня, Альтман став членом редакції ревізіоністської газети Емек Ярден, де він очолював відділ іноземних справ.
У 1937 році він став головою палестинського відділення руху ревізіоністського сіонізму, а наступного року став членом Всесвітній Президії руху. У період з 1939 по 1940 рік був членом Єврейської національної ради. Після смерті Володимира Жаботинського у 1940 році Ар'є Альтман став головою політичного відділу руху ревізіоністського сіонізму. У 1943 році він вирушив до Туреччини як емісар, намагаючись врятувати європейських євреїв від Голокосту.
У 1945 році став головою президії руху. У 1949 році на виборах до парламенту він очолював список партії Хатзохар, проте вона не подолала виборчий поріг. Потім він приєднався до партії Херут, суперника ревізіоністського руху, і був обраний до Кнесета на виборах 1951 року. Згодом він був переобраний у 1955, 1959 та 1961 роках. У період з 1955 по 1965 рік виконував також обов'язки члена міської ради Єрусалима. Помер Ар'є Альтман у 1982 році у віці 80-ти років.